# Josef Gottlieb Rickenbach
Josef Gottlieb Rickenbach (* 20. April 1928 in Küssnacht SZ; † 5. April 1995 in Münsterlingen TG, heimatberechtigt in Arth) war ein Schweizer Lehrer, Journalist und Politiker (SP).

## Leben
Josef Rickenbach wuchs in Linthal auf. Der bis zu seiner Beinversteifung sportliche Glarner absolvierte von 1944 bis 1948 das Lehrerseminar in Schiers. Anschliessend war er bis 1970 als Primarlehrer tätig, vorerst im Kanton Glarus, ab 1958 in seiner Wahlheimat, im thurgauischen Neukirch (Egnach). 1970 verliess er den Lehrerberuf und übernahm als Nachfolger von Ernst Rodel die Redaktion der "Thurgauer Arbeiterzeitung". Zur gleichen Zeit übersiedelte er in das benachbarte Arbon. Von 1980 bis zu seiner Pensionierung im Jahr 1993 war Josef Rickenbach Personalchef der Arbonia-Forster-Gruppe.
Josef Rickenbach war verheiratet und Vater dreier Kinder.

## Politik
Nach seiner Wohnsitznahme in Neukirch gewann Josef Rickenbach bald die Sympathie der ländlichen Dorfbewohner, die den Sozialdemokraten in den Gemeinderat wählten. Bereits 1962 erfolgte die Wahl in den Grossen Rat. Im kantonalen Parlament gehörte er bald zu den führenden Kräften. Er zeichnete sich vor allem in finanzpolitischen Fragen aus. 1968 wurde er Präsident der parlamentarischen Budgetkommission. Ab 1971 war er im Bankrat der Thurgauer Kantonalbank tätig. Im Amtsjahr 1977/78 präsidierte er den Grossen Rat. Während einiger Jahre war Rickenbach Sekretär der Sozialdemokratischen Partei des Kantons Thurgau. Von 1972 bis 1975 präsidierte er diese Kantonalpartei. Politisch gehörte er zum Gewerkschaftsflügel, der damals rechts von der Partei politisierte. Als es Anfang 1980 um die Nachfolge des abtretenden Regierungsrates Alfred Abegg ging, war Rickenbach der parteiinterne Kronfavorit. Am Nominierungsparteitag der SP Thurgau vom 18. Januar unterlag er dem damaligen Parteipräsidenten und fünf Jahre jüngeren Ulrich Schmidli, der 1980 in die Thurgauer Regierung gewählt wurde. Rickenbach verblieb noch bis 1988 im Grossen Rat.
Bereits in den 1970er Jahren knüpfte Josef Rickenbach gute Kontakte zum Arboner Industriellen Jakob Züllig, der die Arbonia-Forster-Gruppe aufgebaut hatte. Nachdem die SP Thurgau nicht mehr auf Rickenbach setzte, verliess dieser die Redaktion der "Thurgauer Arbeiterzeitung" und trat als Personalchef in die Geschäftsleitung der Arbonia-Forster-Gruppe ein.